# Los Pinchudos

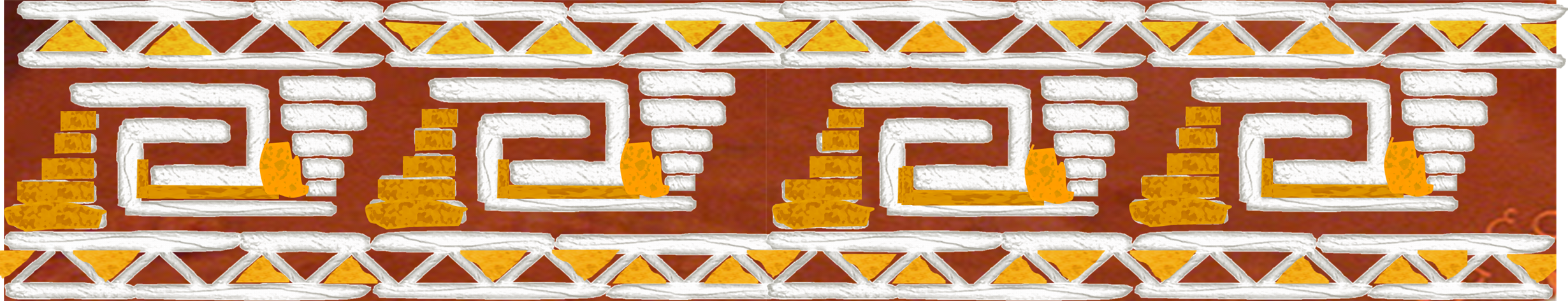
Figuras del mausoleo los Pinchudos, de la cultura Gran Pajaten

Los Pinchudos es un complejo de tumbas de la cultura chachapoyas, situado en una hendidura de altas rocas en uno de los bosques de niebla en el norte andino del Perú.
Los Pinchudos se encuentra en el parque nacional Río Abiseo, un entorno natural y cultural, patrimonio de la humanidad, vigilado y cerrado para todos excepto para misiones científicas. Las arcillas y piedras del complejo de tumbas tienen techos de madera y están pintadas en colores rojo, amarillo, negro y blanco. Esculturas antropomórficas con forma de grandes falos son responsables de dar su nombre al sitio. Los Pinchudos está situado muy cerca del sitio de Gran Pajatén.

## Preservación
Debido a la deteriorada condición de las tumbas, resultado de actividad sísmica, la exposición ambiental al duro clima tropical, y los daños causados por los turistas, Los Pinchudos fue incluido en el programa World Monuments Watch 2000 por el Fondo Mundial de Monumentos. En 2000 American Express ofreció $ 47.000 a través del Fondo para la conservación de emergencia y proyecto de estabilización estructural. Si bien estas medidas de emergencia tuvieron éxito, el sitio también se incluyó en el Mundial Monuments Watch 2002 con el fin de aumentar la conciencia para el trabajo de conservación adicional requerido en el lugar y para lo cual es necesario de un plan de gestión permanente del sitio.